# Föreningen för kvinnans politiska rösträtt i Kalmar
Föreningen för kvinnans politiska rösträtt i Kalmar, även kallad Kalmarföreningen för kvinnans politiska rösträtt, var Kalmars lokalförening inom Landsföreningen för kvinnans politiska rösträtt (LKPR). Föreningen bildades 6 april 1907 och var verksam lokalt i Kalmar för införandet av kvinnors rösträtt i Sverige.
Bland aktiviteterna fanns föredrag, samkväm, insamling av medel och förhandlingar om samarbete med andra organisationer. 
1908 rapporterades: 
"Genom utsändande av inbjudningskort har föreningen under året tillförts 104 nya medlemmar. Valupprop och flygblad ha utskickats och riksdagsmannakandidater skriftligen interpellerats".

## Ordförande
- Hilma Runbäck, 1907-1921